# 滨海舫
滨海舫（英語：The Sail @ Marina Bay），位於新加坡濱海灣的高級住宅大樓，建築物分為濱海灣（Marina Bay）及中央公園（Central Park）兩座大樓。兩座樓分別於2008年及2009年落成，當中濱海灣大樓高70層，是全新加坡最高的住宅建築。

## 圖片集

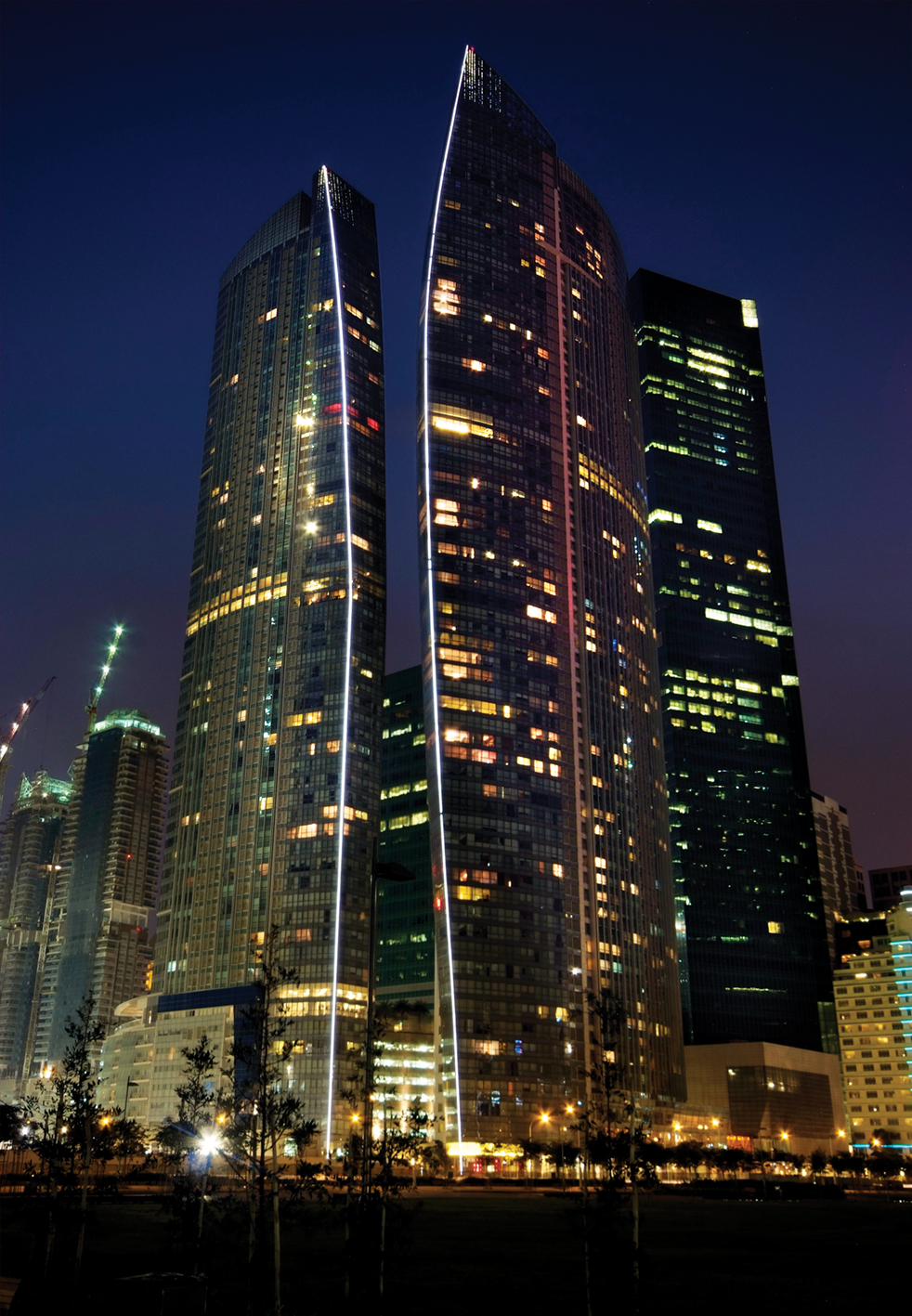
夜攝濱海舫
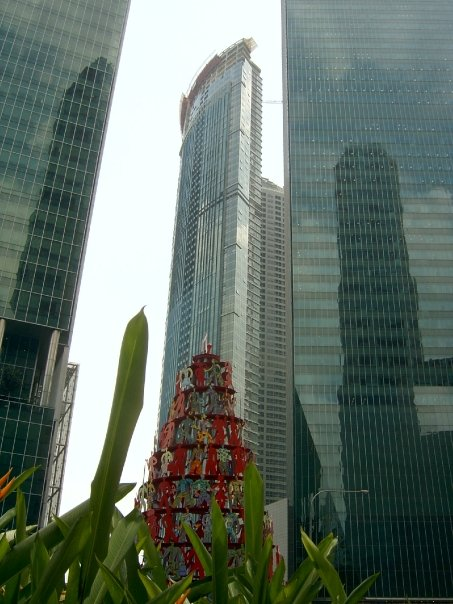
從萊佛士坊望向濱海舫（2008年1月攝）
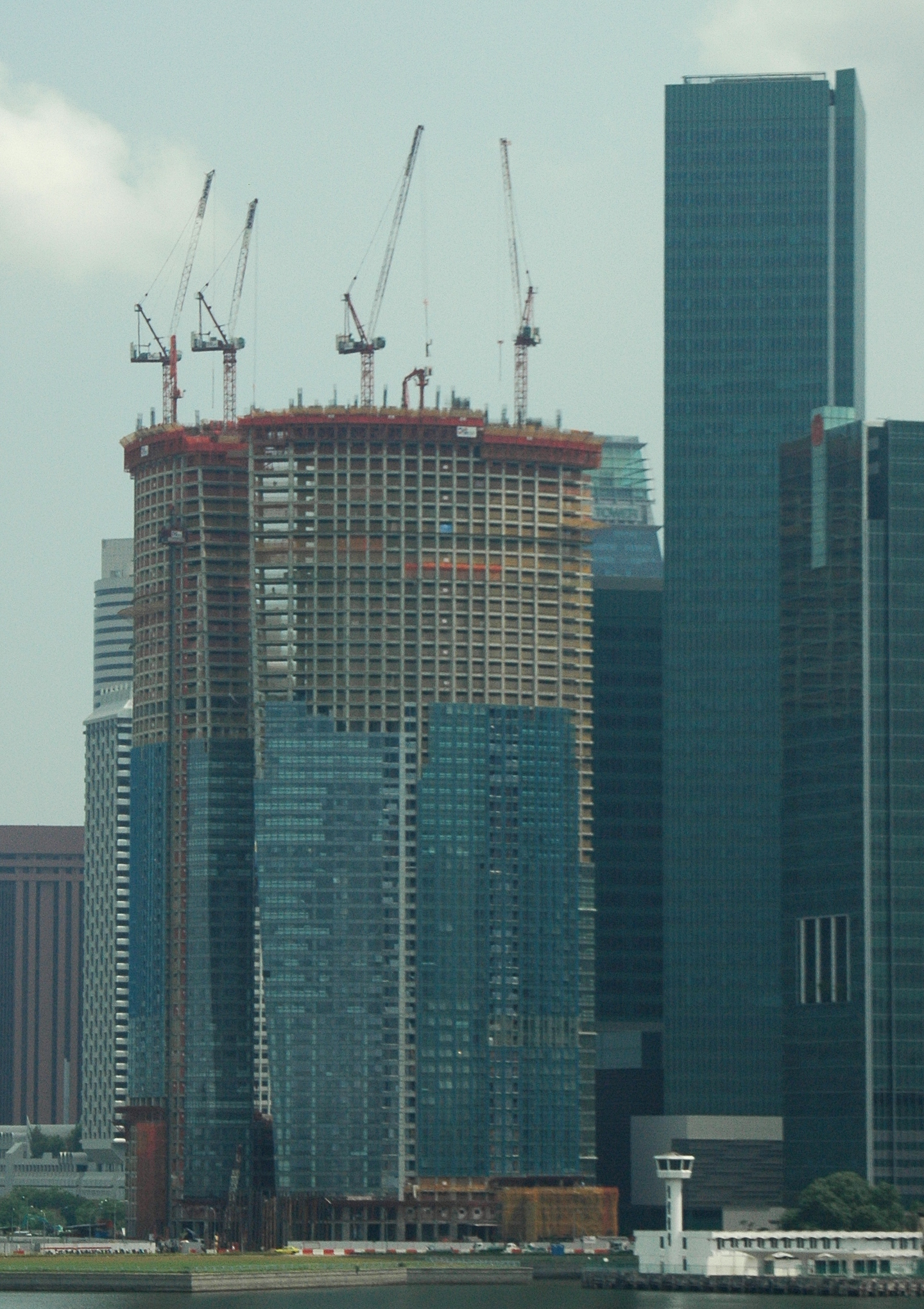
興建中的濱海舫（2007年6月攝）
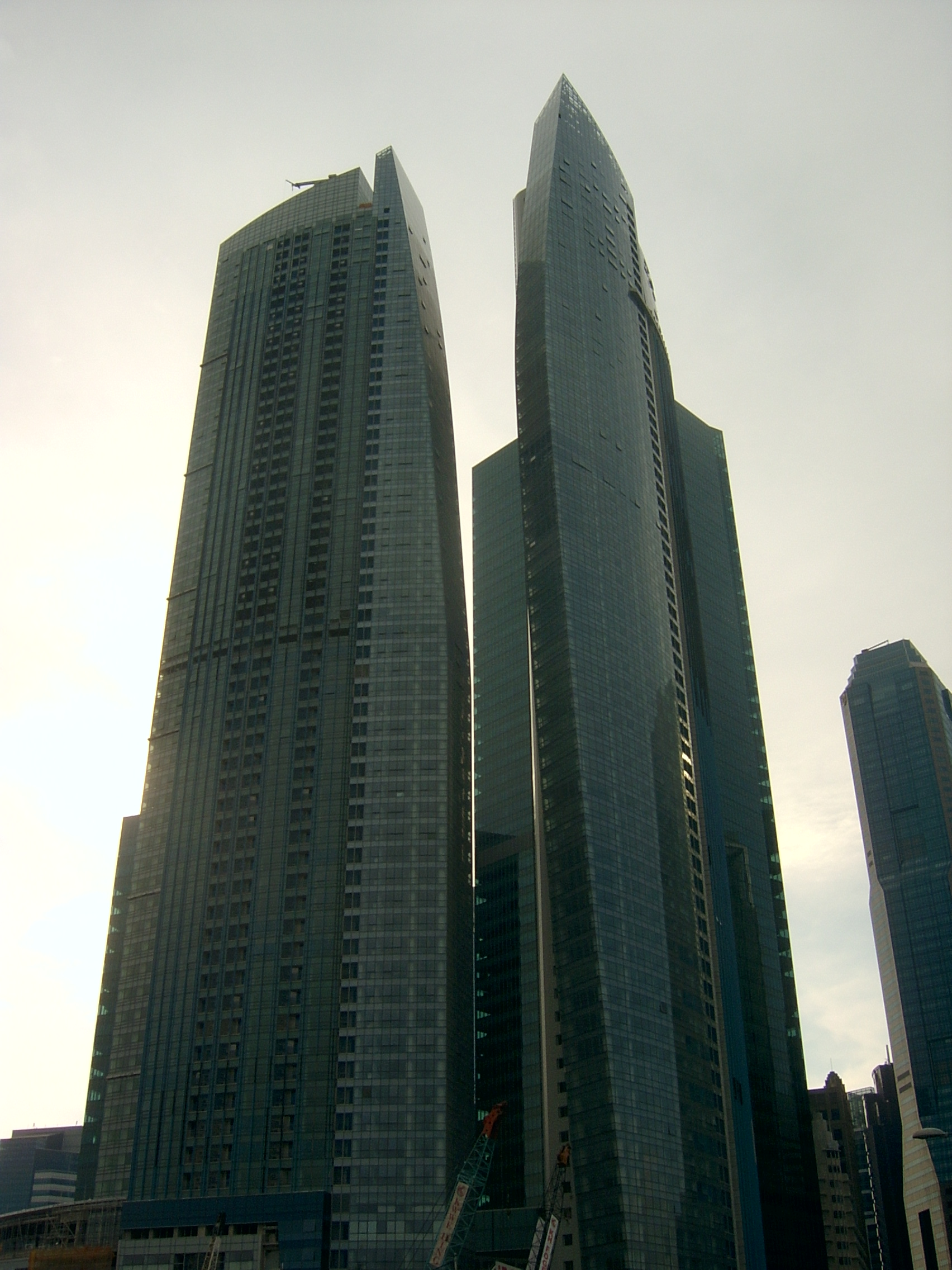
從市中心地鐵站望向濱海舫（2008年3月攝）